# Domingo Cerdán
Domingo [Ximénez] Cerdán (Zaragoza, ca. 1309 - ibíd., ca. 1391) fue justicia de Aragón entre 1362 y 1391.

## Vida
Pertenecía a una familia de infanzones de Zaragoza. Se calcula que nació hacia 1309, ya que cuando renunció a su puesto de Justicia en 1389 tenía 80 años. 
En 1357 se unió al justicia de Aragón, Juan López Sesé por orden del rey Pedro IV de Aragón, para la defensa de Zaragoza en la guerra contra Castilla.
El 10 de octubre de 1362 fue nombrado Justicia de Aragón por el rey, que se encontraba en Perpiñán en ese momento. Además de este puesto, fue encargado del cobro de algunas deudas y de la recaudación de impuestos para financiar la guerra. En enero de 1364 el rey le ordenó el rechazo de las firmas de derecho, lo que le recordó en 1368, para evitar que se usase esa forma jurídica para evitar pagar los tributos. Este toque de atención junto con otros indica que sus relaciones con el rey no eran las mejores. De hecho, quizás arropado por la nobleza aragonesa, se atrevió a ignorar, incumplir o incluso a cuestionar órdenes reales. Como ejemplo, en 1370 el rey multó a Cerdán con 1000 maravedís por haber desobedecido una orden real para respetar los fueros de los pueblos de Teruel.
Cerdán participó las Cortes celebradas durante su tiempo como justicia. En las Cortes generales de Monzón de 1389 participó a disgusto, ya que el rey Juan I tuvo que reclamar su asistencia bajo amenaza de incurrir en la ira real.
Hubo varias reclamaciones en contra de Cerdán, lo que habla bien de su honestidad. En 1387, Juan I encargó a jurisperitos que investigasen a Cerdán, las causas civiles y criminales en las que había intervenido, y a su familia y allegados. No hubo consecuencias para Cerdán, que se mantuvo como justicia por unos años más. Entre sus lugartenientes se cuentan  Jimeno de Huesca en 1367, Juan Aldeguerri en 1380 y Juan Pérez de Cáseda entre 1384-1389.
El rey aceptó su renuncia al cargo el 7 de diciembre de 1389, el mismo día en que nombraba Justicia al hijo, Juan Ximénez Cerdán. La fecha exacta del fallecimiento de Cerdán es desconocida, pero en 1435 su hijo mencionaba en una carta a Martín Díez de Aux que su padre había muerto más o menos dos años después de haber renunciado. Fue enterrado en la iglesia de Santa María la Mayor, en la capilla del Santo Espíritu, en Zaragoza.

## Matrimonios y Descendencia
Contrajo matrimonio con María Sanz de Aliaga y por lo menos tuvo un hijo, el también justicia Juan Ximénez Cerdán: Aunque también hay autores que apuntan un segundo matrimonio con María Sánchez Magallón a quien además de la maternidad de Juan Ximénez Cerdán también citan otros hijos
- Martín, que murió combatiendo en Sicilia.
- Beatriz, casada con Gonzalo de Liñán.
- Otra hija de nombre desconocido que casó con Juan Ximénez de Salanova.

## Obra
Tradujo del romance al latín los fueros promulgados en las Cortes de Monzón de 1362, de Zaragoza-Calatayud de 1366, de Tamarite-Zaragoza de 1367, de Caspe-Alcañiz-Zaragoza de 1371 y de Zaragoza de 1380-1381.